# NGC 5767
NGC 5767 este o liner situată în constelația Boarul. A fost descoperită în 14 mai 1885 de către Lewis A. Swift.